# 加菲爾德鎮區 (伊利諾伊州格蘭迪縣)
加菲爾德鎮區（英語：Garfield Township）是位於美國伊利諾伊州格蘭迪縣的一個行政鎮區。

## 地方資料
根據2010年美國人口普查的數據，加菲爾德鎮區的面積為47.10平方千米，當中陸地面積為47.00平方千米，而水域面積為0.10平方千米。當地共有人口1539人，而人口密度為每平方千米32.68人。